# Șoim călător

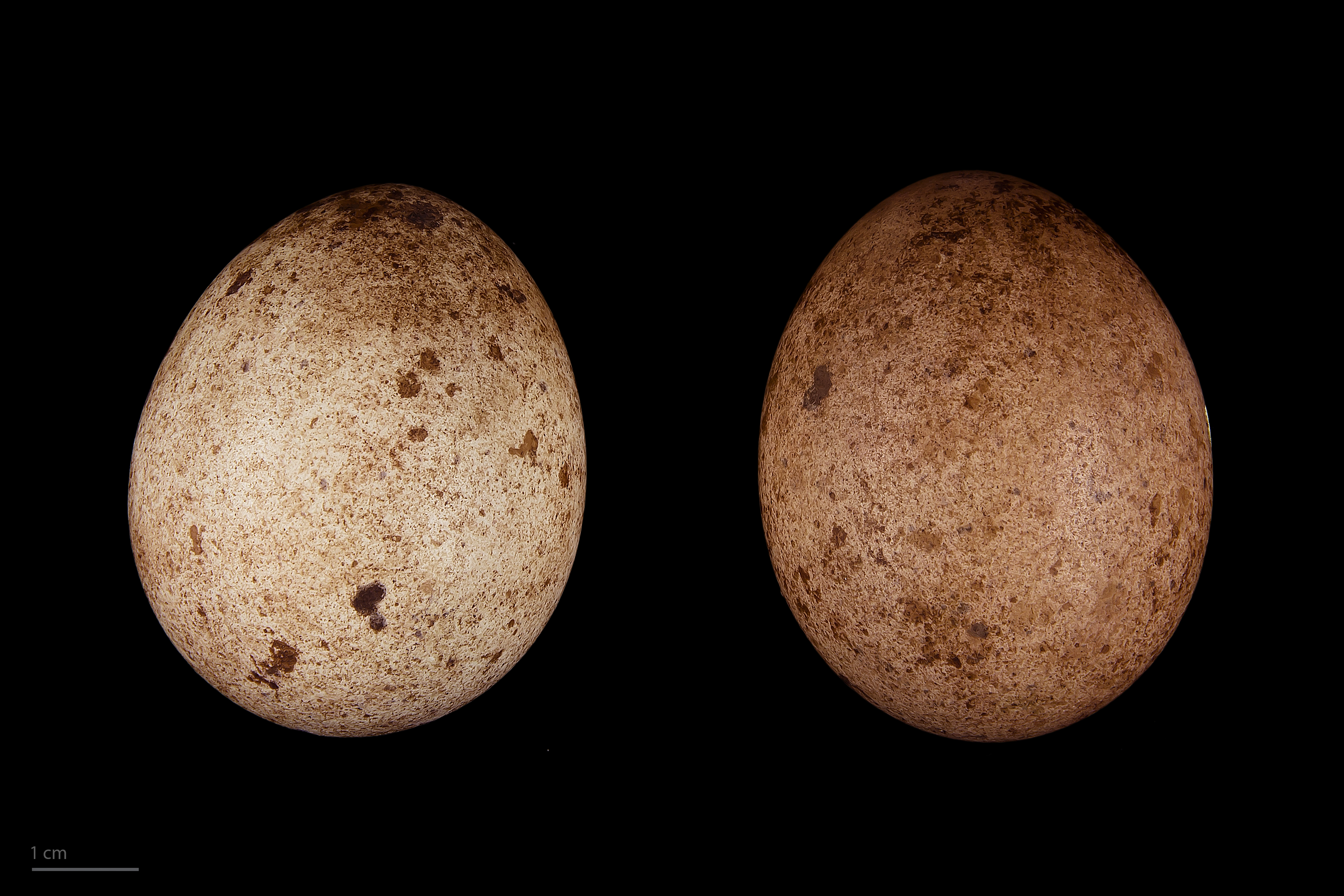
Falco peregrinus - MHNT

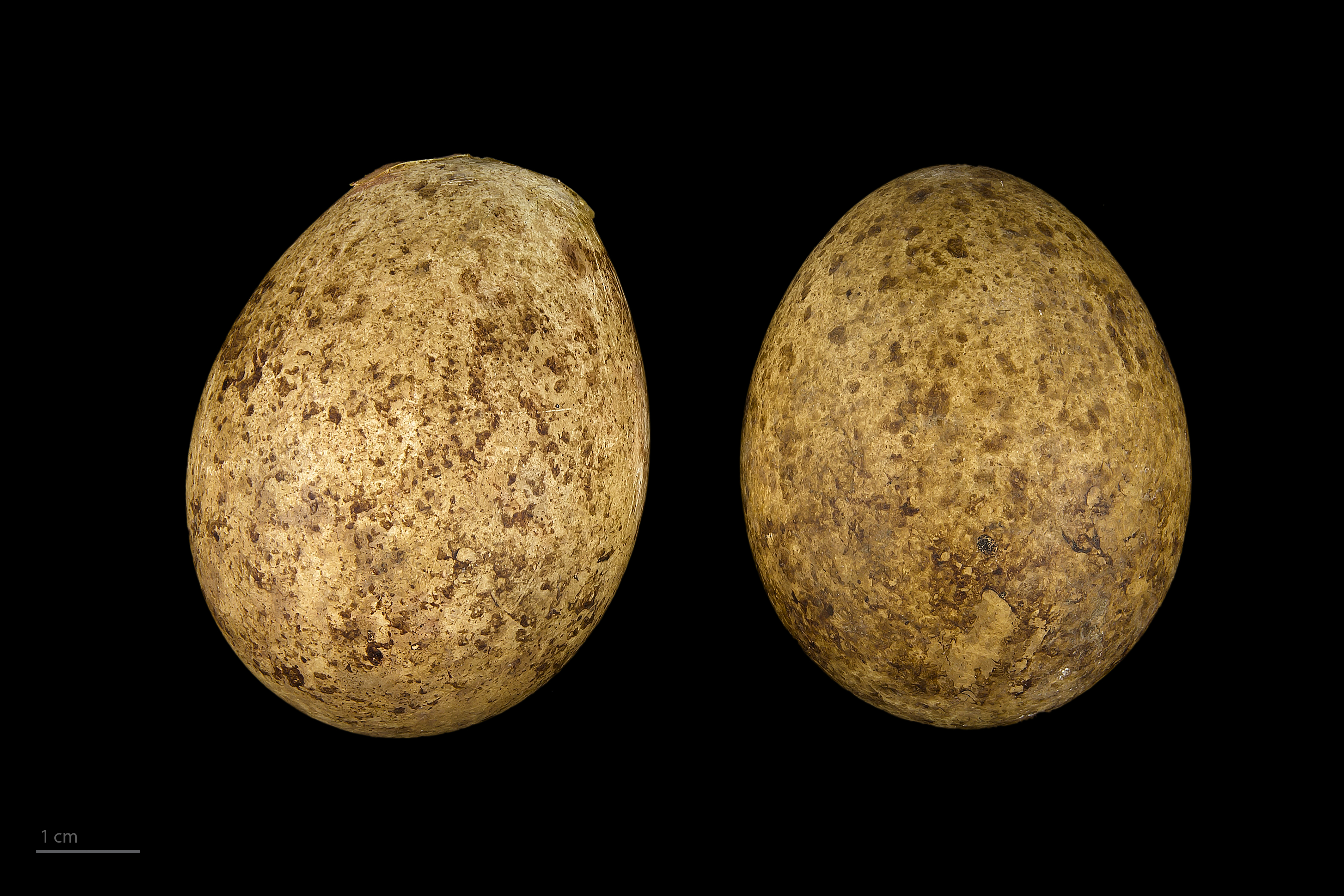
Falco peregrinus madens - MHNT

Șoimul călător (latină Falco peregrinus) este o specie de pasăre din familia falconidelor.
Șoimul călător este cel mai rapid animal de pe planetă.

## Etologie (comportament)
Una dintre abilitățile deosebite ale șoimului este viteza cu care zboară sau cu care coboară. Unii specialiști susțin că zboară cu aproximativ 380 km/h.
Este necrofag, dar cel mai des se hrănește cu porumbei sau alte păsări de talia porumbelului. Vânează în zori și la asfințit, putând repera un porumbel în zbor de la mai mult de 8 km.

## Reproducere
Șoimii călători sunt păsări monogame, masculul fiind puțin mai mic decât femela. Aceștia își construiesc cuibul pe vârfurile stâncoase, inabordabile. Cuplul este unit pe viață și revine frecvent la același cuib. Scobitura din stâncă, potrivită clocitului, trebuie să asigure spațiu suficient chiar și pentru patru pui și nu trebuie să fie în raza de acțiune  a prădătorilor. Depunerea ouălor începe la sfârșitul lunii martie. Femela depune 3-5 ouă  pe care le clocește timp de o lună. Puii părăsesc cuibul la vârsta de 5 săptămâni, dar devin independenți față de părinții lor la vârsta de 2 luni. Dacă supraviețuiesc dușmanilor lor (frigului sau bufniței), atunci pot trăi 25 de ani.

## Mod de hrănire și vânătoare
Prada șoimului călător este reprezentată, mai ales, de alte păsări. Dintre păsările cântătoare îi cad pradă ciocârlia de câmp și potârnichea de lăstăriș, iar dintre păsările mai mari porumbelul de stâncă. Iarna, șoimii vânează la gurile de vărsare ale râurilor în mare, iar meniul lor cuprinde mai ales pescăruși, rațe și stârci. Au nevoie de aproximativ 100 de grame de hrană zilnic, dar necesarul crește după eclozarea puilor, trebuind să îi hrănească și pe aceștia. În perioada de clocit, șoimul călător trebuie să străbată distanțe mari în căutarea hranei. Teritoriul lui de vânătoare este de 40-200 de kilometri pătrați. Vânează rar mamifere, dar, uneori, prinde și iepuri.

## Habitat
Șoimul călător preferă spațiile deschise, libere, precum: pusta, zonele mlăștinoase și semideșertice, stepa, unde își poate utiliza cel mai eficient vederea excelentă. În Europa Centrală cea mai mare răspândire o are în zonele muntoase, unde crăpăturile dintre stânci oferă locuri excelente de cuibărit.

## Șoimul călător și omul
Prădătoarele din vârful lanțului trofic, cum este și șoimul călător, sunt deosebit de sensibile la substanțele toxice ingerate odată cu hrana. Scăderea dramatică a efectivelor coincide, evident, cu folosirea unor pesticide. Aceste substanțe toxice nu se metabolizează, ci sunt acumulate și transmise în lanțul trofic. Șoimul călător, ca ultimă verigă a acestui lanț, preia aceste substanțe toxice în cantități mari, fapt ce îi dăunează clocitului. Prin limitarea folosirii substanțelor chimice și măsurile de protecție luate în interesul șoimilor călători, în ciuda atacurilor de neoprit ale prădătorilor de ouă, efectivele decimate serios au început o ușoară revenire.

## Curiozități
- În timpul celui de-al Doilea Război Mondial, șoimii călători au fost distruși intenționat pentru ca nu cumva să prindă porumbeii mesageri ce transportau mesaje importante.
  - Ochiul șoimului călător este mai mare decât al omului, își observă hrana și de la altitudini de 300 de metri.
    - Șoimul călător face parte din speciile amenințate cu dispariția. În secolul XX numărul exemplarelor din Europa, America de Nord și Japonia a scăzut îngrijorător.